# El Pont de Montanyana
El Pont de Montanyana és un municipi catalanoparlant de la Baixa Ribagorça, a la ribera de la Noguera Ribagorçana. Administrativament pertany a la comarca aragonesa de la Ribagorça i a la província d'Osca (Aragó). El 2020 tenia 92 habitants. El municipi inclou diversos nuclis: Montanyana, la Móra de Montanyana, Colls, Torre Baró i lo Pont, cap de municipi. Aquest darrer està situat sobre el límit entre la Franja i el Pallars Jussà, de manera que la part més oriental del nucli és administrativament catalana.
Pel fet d'estar regat per la Noguera Ribagorçana havia gaudit d'una tradició industrial de telers de llençols i de draps, i una farinera, que en l'actualitat han desaparegut. I només resta la central hidroelèctrica, alimentada, aigua avall del Pont, per una derivació de la Noguera presa a Sopeira.
Antigament lo Pont era un centre de serveis i administració important a la Ribagorça central, ja que prestava servei d'escola i de metge a 26 pobles de la rodalia. A causa de la despoblació de la zona, l'escola es troba tancada i el metge hi fa consultes només un dia a la setmana. Els nens i les nenes del Pont de Montanyana poden triar anar a estudiar tant a Benavarri com al Pont de Suert. Tot i que es troba més proper a Benavarri que al Pont de Suert, aquest darrer és el més habitual per tenir estudis en català, llengua pròpia del municipi.
La temperatura mitjana anual és de 12,8° i la precipitació anual, de 603 mm.
El municipi està format pels següents nuclis de població:
Els Colls de Montanyana, la Mora de Montanyana, el Pont de Montanyana (capçalera de municipi), laTorre de Baró

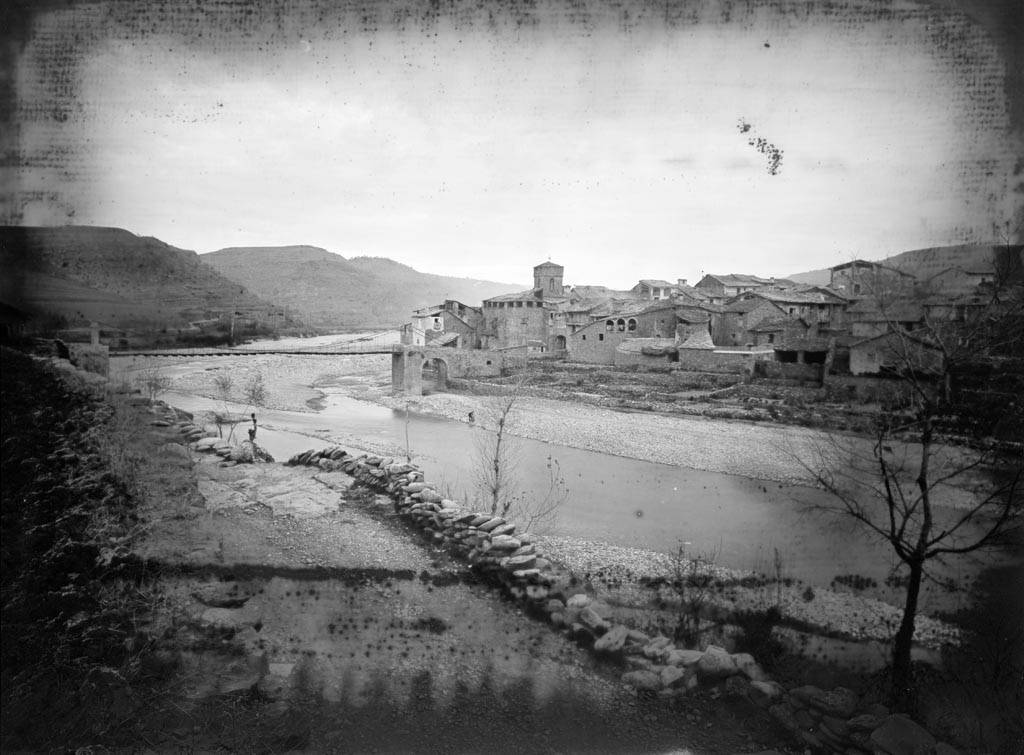
El Pont de Montanyana el 1889

## Administració

### Llista d'últims alcaldes del Pont de Montanyana
| Període   | Alcalde                 | Partit     |  |
| --------- | ----------------------- | ---------- |  |
| 2007-2011 | Ricardo Armengol Rosell | PSOE       |  |
| 2011-     | Javier Bergua Salazar   | CDF / PSOE |  |

### Resultats electorals
| Eleccions municipals                  |      |      |      |      |
| Partit                                | 2003 | 2007 | 2011 | 2015 |
| Convergència Democràtica de la Franja |      |      | 4    |      |
| PSOE-Aragón                           | 4    | 1    | 1    | 4    |
| PP de Aragón                          | -    |      | -    | 1    |
| PAR                                   | -    | -    | -    | -    |
| CHA                                   | 1    | -    |      |      |
| LV-GV                                 | -    | -    |      |      |
| Total                                 | 5    | 1    | 5    | 5    |